# 英國海外領土
|                    |  |
| 英国海外領土分佈图 |  |

英國海外領土（英語：British Overseas Territories）是主权归于大不列顛及北愛爾蘭联合王国，但并不属于联合王国建制的13块属地。它们是前大英帝国的剩余部分，部分领土经投票表决继续成为英国领土，其余领土则尚未取得完全独立。这13块领土包括英属南极领地、直布罗陀、圣赫勒拿、阿森松和特里斯坦-达库尼亚、百慕大、特克斯和凯科斯群岛、开曼群岛、英属维尔京群岛、安圭拉、蒙特塞拉特、福克兰群岛、南乔治亚和南桑威奇群岛、皮特凯恩群岛和阿克罗蒂里和德凯利亚。其中在南极洲声称的英属领地因《南极条约》而并不被其他国家所承认。这14块领土的总面积共1,728,000平方公里（其中他国未承认的南极洲英属领地170万9400平方公里），人口共260,000人。
“英国海外领土”一詞源於《2002年英国海外领土法案》，取代了《1981年英國國籍法案》使用的稱呼「英國屬土」或「英国属地」（British dependent territory）。1981年前，这些领地称为「殖民地」（colonies）或「直辖殖民地」（Crown colonies）。此外，英国海外领土亦稱联合王国海外领土。
根西岛和泽西岛（合称海峡群岛）以及马恩岛，均称为王权属地，虽然也属于英国王室主权之下，但是其与联合王国的宪政关系与海外领土完全不同，英國的13塊海外領土只單純是海外領土，並不是英國的屬地。英国海外领土和皇家属地也与英联邦王國或英联邦成員國地位不同，后者是由于与大英帝国的关系而加入英联邦的主权国家。

## 历史
英国在新大陆最早的殖民地是英国公民在大陸上的開拓地。第一个这样的開拓地建立於纽芬兰岛，16世纪英国渔民在该岛建立了季节性营地。
之后的帝国始于1607年詹姆斯敦的建立，这是第一个在維吉尼亞（Virginia，早期统称北美的术语）成功建立的永久殖民地。在1609年，第二个殖民地在百慕達（維吉尼亞的擴張）被无意中的建立起来，由于在1776年失去了美国殖民地，百慕達成为英國现存的最古老的殖民地。
19世纪時大不列顛帝国（在1707年英格兰王国和苏格兰组成大不列颠王国後，英国被称为不列顛）崛起，到1920年代达到巅峰，当时英國拥有世界上超过四分之一的土地，包括人口數龐大的亚洲和非洲的一部分，其中許多殖民地多是为了商业或战略的因素而建立。19世纪末期，大量的殖民地居民成立了自治國家（包括加拿大、澳大利亚、新西兰和南非），并且在除政治、軍事和贸易外的所有领域均獨立於英國。这些居民组成了加拿大（1867年）聯邦和澳大利亚联邦（1901年）。兩者以及其他更多的自治居民领土在1920年代成為了自治領。
这些主权领土在《1931年西敏法規》通过後得到了完全的独立。为了反映这种现状，於1949年成立大英國協（Commonwealth of Nations）。大部分英國在非洲，亚洲和加勒比海的领土获得独立建國；其中部分国家仍实行君主立宪制并奉英国君主为國家元首，其他一些领土变成了共和国。

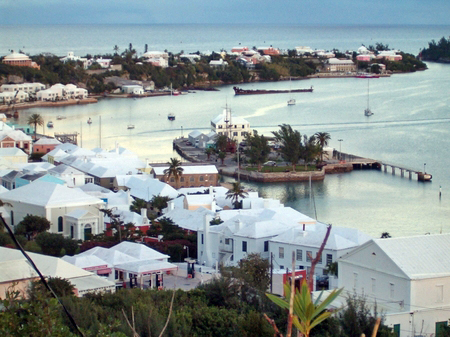
百慕大群岛（又称萨默斯岛）上的圣乔治镇。该殖民地的建立是起源于1609年維吉尼亞公司的旗舰在百慕達附近海域的失事。維珍尼亞公司的宪章遂增订有关条文声称拥有百慕達，而从那时起该地區就一直属于英国。自維吉尼亞州独立以来，百慕達就一直是现存最古老的英国殖民地，而圣乔治镇也成为英国在新大陆历史最悠久的定居点。

1965年查戈斯群島從仍是英國殖民地的毛里求斯分割出來，成立英屬印度洋領地。由於英國與美國政府達成秘密協議，將該地租借給美國建立軍事基地，當地原居民在其後幾年被英國政府強行清退，被迫流亡外地。2024年10月3日，英国同意将此地归还于毛里求斯。
在非洲的南罗德西亚（现辛巴威）和中美洲的英屬洪都拉斯（现伯利兹）于1980年和1981年雙雙独立后，遗留下来的重要领土則是香港。香港當時拥有超过500万人口。但與其他殖民地不同的是，当时香港殖民地分別有兩項领土協議：
- 香港岛和九龙半岛分别因英國政府與清政府在1842年签署的《南京条约》和1860年签署的《北京条约》永久割让予英国。
- 1898年6月9日，英國政府與清政府在北京簽訂《展拓香港界址專條》，租借由九龍界限街以北，至深圳河以南土地，連同附近233個島嶼。这块区域为如今的香港新界。租期為99年，到1997年6月30日為止。

英中兩國於1984年簽署中英聯合聲明。聲明指出：英國政府將於1997年7月1日把香港主權移交中華人民共和國政府，中国將在殖民地成立香港“特别行政区”，並在“一国两制”体制下，承诺于香港繼續實行資本主義制度，以及承诺香港人的生活方式五十年不变。
2002年英国国会通过了《2002年英国海外领土法令》，该法案将「英国属土」改称为「英国海外领土」，并重新将完全的英国公民身份赋予英国海外领土公民（与塞浦路斯英属基地区有关联人士除外）。
需要注意的是，在现今的英国海外領土中，英属南极领地是不被任何国家所承认的。原因是在1961年6月23日起生效的《南极条约》中的第四条明确规定：冻结一切对南极的领土要求，并禁止新的领土要求。

## 现有英国海外领土
| 旗幟 | 徽號 | 海外领土                                                                         | 地理位置            | 地圖 | 領土格言                                                         | 面积          | 人口                                                                                  | 首府                                        |
| ---- | ---- | -------------------------------------------------------------------------------- | ------------------- | ---- | ---------------------------------------------------------------- | ------------- | ------------------------------------------------------------------------------------- | ------------------------------------------- |
|      |      | 亞克羅提利與德凱利亞 Akrotiri and Dhekelia                                       | 地中海 塞浦路斯岛   |      | （法语：「我權天授」）                                           | 255 km2       | 7,700 （塞浦路斯人；估计数字） 8,000 非永久居民（英军人员、眷属及服务人员；估计数字） | 埃皮斯科皮兵营                              |
|      |      | 安圭拉 Anguilla                                                                  | 北大西洋 加勒比海   |      | （英语:“力量和毅力”）                                            | 91 km2        | 13,500（2006年估计数字）                                                              | 瓦利                                        |
|      |      | 百慕大 Bermuda                                                                   | 北大西洋            |      | （拉丁语:“命运把我们带向何方”）                                  | 54 km2        | 64,000（2007年估计数字）                                                              | 哈密尔顿                                    |
|      |      | 英属南极领地（未获国际承认） British Antarctic Territory                         | 南极洲              |      | （英语:“調查和發現”）                                            | 1,709,400 km2 | 0 永久居民 非永久居民：冬季50人，夏季超过400人（科研人员）                            | 罗瑟拉研究站                                |
|      |      | 英属维尔京群岛 British Virgin Islands                                            | 加勒比海            |      | （拉丁语：时刻警戒）                                             | 153 km2       | 27,000（2005年估计数字）                                                              | 罗德城                                      |
|      |      | 开曼群岛 Cayman Islands                                                          | 加勒比海            |      | He hath founded it upon the seas （英语:“他把它建立在大海之上”） | 264 km2       | 56,092 （2013年估计数字）                                                             | 乔治敦                                      |
|      |      | 福克兰群岛 Falkland Islands                                                      | 南大西洋            |      | （英语:“追求權利”）                                              | 12,173 km2    | 3,398（2016年统计数字） 1,350 非永久居民 （英军人员；2012年估计数字）                 | 斯坦利港                                    |
|      |      | 直布罗陀 Gibraltar                                                               | 伊比利亚半岛        |      | （拉丁语：「沒有敌人能攻陷这里」）                               | 6.5 km2       | 28,800（2005年估计数字） 1,250 非永久居民 （英军人员；2012年估计数字）                | 直布罗陀                                    |
|      |      | 蒙特塞拉特 Montserrat                                                            | 加勒比海            |      | （英语:“優秀的人民，由自然塑造，由上帝養育”）                    | 101 km2       | 4,655 （2006年估计数字）                                                              | 普利茅斯 （受火山喷发影响，实际为：布莱兹） |
|      |      | 皮特凯恩、亨德森、迪西和奥埃诺群岛 Pitcairn, Henderson, Ducie and Oeno Islands   | 太平洋              |      |                                                                  | 45 km2        | 49（2014年估计数字） 6 非永久居民 （2014年估计数字）                                  | 亚当斯敦                                    |
|      |      | 圣赫勒拿、阿森松和特里斯坦-达库尼亚 Saint Helena, Ascension and Tristan da Cunha | 南大西洋            |      |                                                                  | 420 km2       | 5,530（三地估计总数）                                                                 | 詹姆斯敦                                    |
|      |      | 圣赫勒拿 Saint Helena                                                            |                     |      | （英语:“忠誠和不可動搖”）                                        | 0000419.9 !   | 4,255 （2008年统计数字）                                                              |                                             |
|      |      | 阿森松岛 Ascension Island                                                        |                     |      |                                                                  | 0000419.9 !   | 880 （估计数字） 1,000 非永久居民 （英军人员：估计数字）                              |                                             |
|      |      | 特里斯坦-达库尼亚 Tristan da Cunha                                               |                     |      | （英语:“我們的信仰就是我們的力量”）                              | 0000419.9 !   | 300 （估计数字） 9 非永久居民 （气象人员）                                            |                                             |
|      |      | 南乔治亚和南桑威奇群岛 South Georgia and the South Sandwich Islands              | 南大西洋            |      | （拉丁语: "讓獅子保衛他擁有的土地"）                             | 4,066 km2     | 0 永久居民 99 非永久居民（科研人员）                                                  | 爱德华国王角                                |
|      |      | 特克斯和凯科斯群岛 Turks and Caicos Islands                                      | 加勒比海 廬卡雅群島 |      | （英语:“美麗靠自然，潔淨靠選擇”）                                | 430 km2       | 32,000 （2006年统计数据）                                                             | 科伯恩城                                    |
|      |      | 总计                                                                             |                     |      |                                                                  | 1,727,570 km2 | 约 250,000                                                                            |                                             |

## 政府

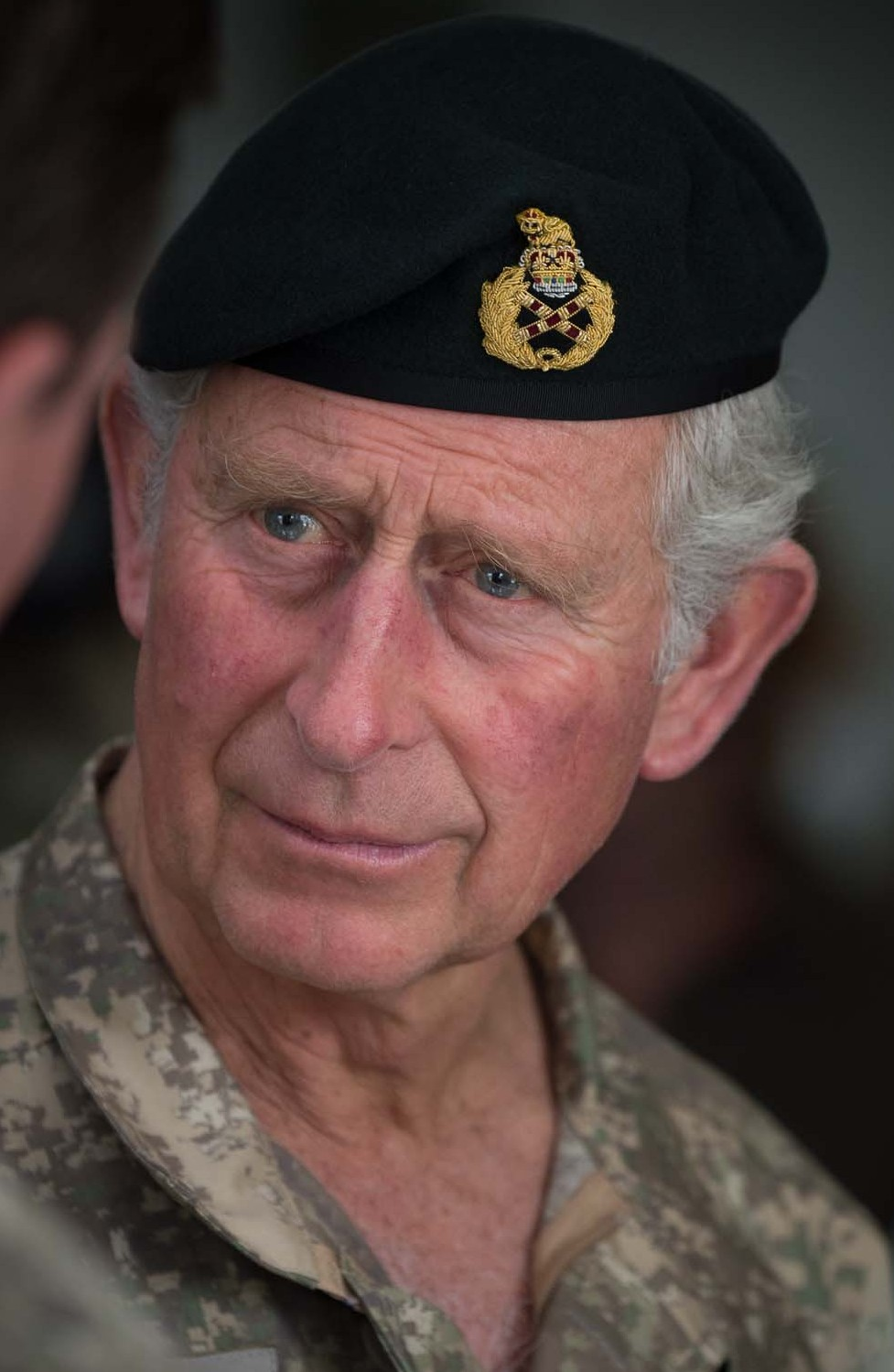
英国国王查尔斯三世是所有英国海外领土的国家元首

### 国家元首
海外领土的国家元首是英国君主，目前是查尔斯三世国王。国王在海外领土的身份是作为联合王国的国王，而不是每个海外领土的元首。国王在每一个海外领土任命一名他的代表以行使他的权力。在那些拥有常住人口的海外领土，总督（Governor）经英国政府推荐后由国王任命，通常由一名已退休的高级军官或高级政务官担任。那些没有常住人口的海外领土，国王通常任命一名专员（Commissioner）代表他的权力。对于那些有属地的海外领土，总督会任命一名行政官（Administrator）以代表他或她在属地的权力。
总督的地位是作为「事实上」的国家元首，他们通常负责任命当地政府的首脑以及高级官员。总督也负责与英国政府的联络交流，以及履行仪式性职责。专员拥有与总督同样的权力，但同时还担任当地政府首脑。

### 政府系统
所有海外领土都有其政府系统与本地法律，其政体结构似乎与每个海外领土的面积大小及政治发展水平紧密相关。
| 海外领土                                                | 政治体制 |
| ------------------------------------------------------- | --- |
| - 英属南极领地（未獲國際承認） - 南乔治亚和南桑威奇群岛 | 无原住民或常住人口，因此无民选政府。行政官协助政府专员管理当地事务。 |
| - 亞克羅提利與德凱利亞                                  | 当地无民选政府，然而英国军方尽力确保与当地塞浦路斯政府的法律衔接关系。 |
| - 皮特凯恩群岛                                          | 当地有一个民选市长和一个皮特凯恩群岛议会，其有权进行本地立法。然而他们的决定需要得到总督的批准，总督代表联合王国政府保有近乎无限的完全立法权。                                                                                         |
| - 福克兰群岛                                            | 政府架构包括民选福克兰群岛立法代表以及首席行政官，一名共同资源督导是其“当然”成员。 |
| - 圣赫勒拿、阿森松和特里斯坦-达库尼亚）                 | 政府包括民选立法会，总督是政府首脑并领导行政会议，包括经任命的来自立法会的成员和两名非“当然”成员。管理阿森松岛和特里斯坦-达库尼亚群岛的是由民选岛议会推荐的行政官。                                                                    |
| - 安圭拉 - 英属维尔京群岛 - 开曼群岛                    | 这些较大型的海外领土拥有一个议会。行政会议通常被称为内阁并由总理领导,其是议会中多数派政党的领袖。总督在当地事务上的权力较少，通常处理外交或经济事务，而由民选政府管理大多数国内事务。                                                  |
| - 蒙特塞拉特                                            | 该海外领土拥有一个议会和政党体系。行政会议通常被称为内阁并由总理领导，其是议会中多数派政党的领袖。 |
| - 直布罗陀                                              | 根据2006年直布罗陀宪法公民投票通过的2006年直布罗陀宪法方案，直布罗陀现在拥有一个议会。直布罗陀政府是由民选的直布罗陀首席部长领导的。防卫、外交以及内部安全事务作为直布罗陀总督的职责，因此英国不需要在直布罗陀另行设置行政官。         |
| - 百慕大 - 特克斯和凯科斯群岛†                          | 百慕大于1609年正式殖民，是现存海外领土中历史最悠久人口最多的一个，同时大部分行政权業已移交给当地政府首脑—即百慕大总理。 特克斯和凯科斯群岛在2006年8月9号实行了一项新的宪法，政府首脑称为特克斯和凯科斯群岛总理，其自治权也已极大提升。 |

† 2009年3月16日英国国会投票通过一项暂停领地自治政府最多达2年的决议。随后在2009年8月12日三名英国上诉法院法官作出的判决维持其决议不变，于是执行随后程序。'

### 法律系统
每个海外领土都有其独立于联合王国的法律系统。法律系统通常是基于英国普通法，根据当地情况进行一些修订。每个海外领土都有其各自的律政司（attorney general）和法院系统。对于一些规模较小的海外领土，联合王国会任命一名英国的律师或法官在本地案件中工作。这项措施对于涉及严重犯罪的案件尤其重要，因为一些人口稀少的岛屿可能无法找到不認識被告情况的陪审团。
2004年皮特凯恩岛强奸案审判就是一个很好的示范，显示了英国如何在海外领土无法独立处理的特殊案件上为其提供法律援助。

## 海外领土与英国的关系
外交及联邦事务部负责管理所有英国海外领土的利益（英属基地区除外）。海外领土部门是由负责海外领土事务的外交办公室大臣所领导，目前的政务次官是克里斯·布莱恩特。唯一例外的英属基地区是属于国防部管辖范围。
1999年外交及联邦事务部公布了报告，其阐述了英国的海外领土政策，主要覆盖以下领域：
- 自决权
- 对英国及海外领土的责任
- 民主自治
- 准备提供援助或协助

英国和海外领土之间并无外交关系，但拥有当地居民的海外领土都在伦敦设有一个代表处。 伦敦英国海外领土协会（UKOTA）也代表其成员的利益。联合王国政府和海外领土政府也定期会晤以缓解或解决两者之间在领土管理及自治级别上的意见分歧。
英国通过国际发展部向海外领土提供金融援助。目前仅蒙特塞拉特和聖海倫娜接受预算援助（例如财政援助的经常性拨款）。一些由英国安排设立的针对性基金，包括：
- 好政府基金 提供政府管理的协助；
- 经济多样化项目预算 致力于海外领土经济基础的多样化发展及能力的增强。

## 外交

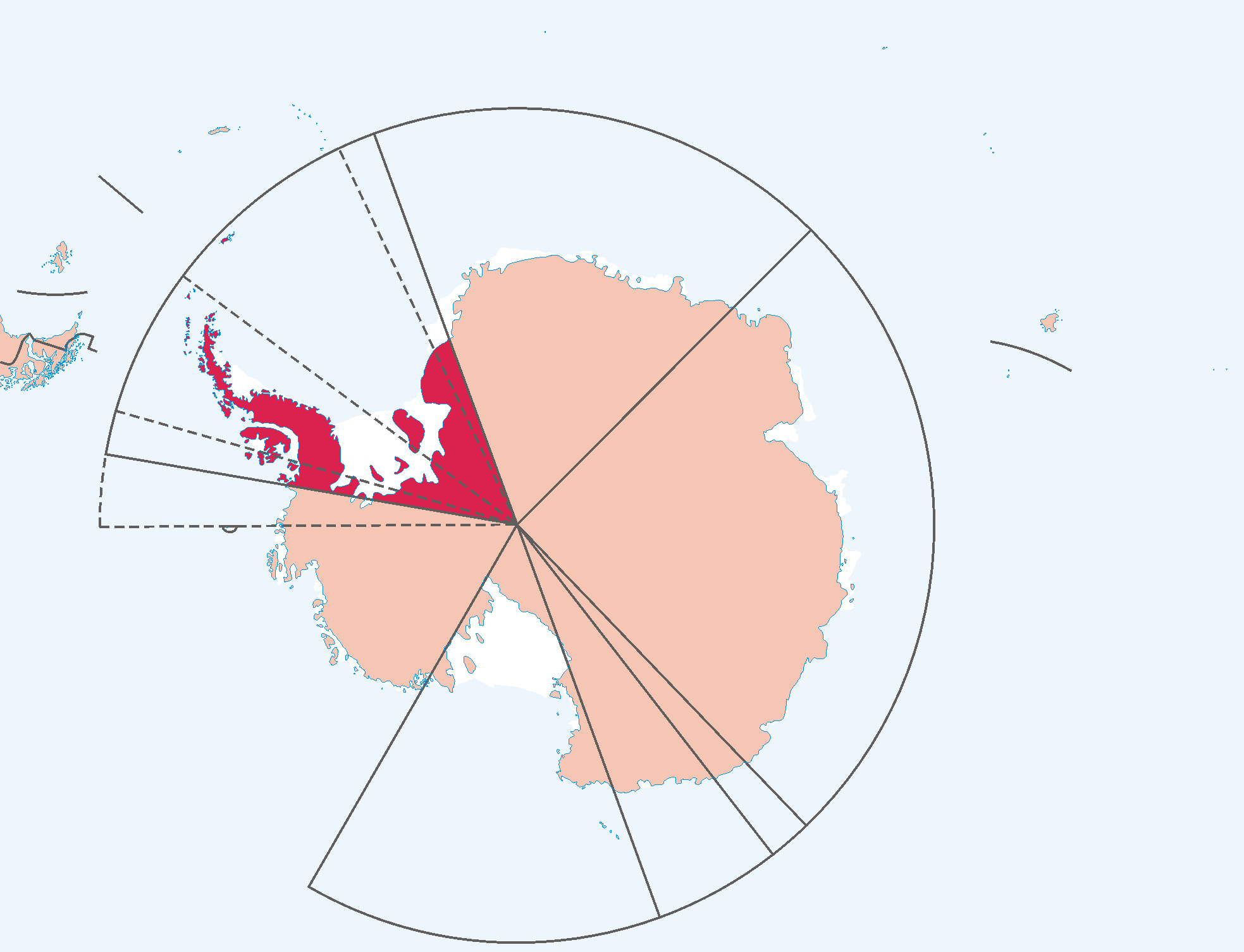
地图显示英国声称拥有主权的英属南极领地在南极洲的地理位置。不过因《南极条约》而不被国际承认。

英国海外领土的外交事务由伦敦的外交及联邦事务部负责处理。一些海外领土在临近国家保有外交官员以处理贸易和移民问题。一些位于美洲的海外领土同时还是一些地区国家组织成员，包括东加勒比国家组织、加勒比共同体、加勒比开发银行、加勒比灾难紧急管理机构和加勒比国家联盟。海外领土通过与英国关系而成为英联邦成员国。有常住人口的海外领土以其各自的地区身份在英联邦运动会参加比赛，此外三个海外领土（百慕大、开曼群岛和英属维尔京群岛）曾组队参加了2008年夏季奥运会。
直布罗陀是唯一一个加入欧洲联盟（EU）的海外领土，但是它并未加入关税同盟同时也不是以直布罗陀的身份加入欧盟。其他所有英国海外领土都不是欧盟的一部分，同时欧盟法律的大部分也不适用于这些地区，虽然部分海外领土作为欧盟海外国家与领土组织（OCT Association）的一部分适用于一小部分的欧盟法律，通常情况下欧盟法律也不会被当地法院所执行。欧盟海外国家与领土组织还向海外领土提供结构基金以进行再生性项目。
随着英国重新给予大多数海外领土“本土人”（belonger）以完全的英国公民身份（主要是由于2002年英国海外领土法案的通过），这些海外领土公民同时也获得欧洲联盟公民身份，赋予他们在所有欧盟国家自由迁徙的权利。

## 主权争议
一些国家与英国在下列海外领土地区有主权争议：
- 英属南极领地－与智利和阿根廷声称拥有主权的南极洲领土重叠。但因《南極條約》的約束，此要求未獲國際承認。
- 福克兰群岛－阿根廷声称拥有主权，目前英国實際控制。
- 直布罗陀－西班牙声称拥有主权，目前英国實際控制。
- 南乔治亚岛与南桑威奇群岛－阿根廷声称拥有主权，目前英国實際控制。

## 货币
许多英国海外领土使用多种多样的货币，其中只有少数采用英国英镑作为本地货币使用。
| 地区                                                                              | 本地货币     | 貨幣代碼 | 幣值                    |
| --------------------------------------------------------------------------------- | ------------ | -------- | ----------------------- |
| - 英属南极领地（未獲國際承認） - 特里斯坦-达库尼亚群岛 - 南乔治亚岛和南桑威奇群岛 | 英镑         | GBP      | 自由浮動                |
| - 福克兰群岛                                                                      | 福克兰群岛镑 | FKP      | 英鎊等值                |
| - 直布罗陀                                                                        | 直布罗陀镑   | GIP      | 英鎊等值                |
| - 聖海倫娜 - 阿森松岛                                                             | 圣赫勒拿镑   | SHP      | 英鎊等值                |
| - 英属维尔京群岛 - 特克斯与凯科斯群岛                                             | 美元         | USD      | 自由浮動                |
| - 安圭拉 - 蒙特塞拉特                                                             | 东加勒比元   | XCD      | 1 美元 = 2.7 东加勒比元 |
| - 百慕大                                                                          | 百慕大元     | BMD      | 美元等值                |
| - 开曼群岛                                                                        | 开曼群岛元   | KYD      | 1 开曼群岛元 = 1.2 美元 |
| - 皮特凯恩群岛                                                                    | 新西兰元     | NZD      | 自由浮動                |
| - 亚克罗提利与德凯利亚                                                            | 欧元         | EUR      | 自由浮動                |

## 公民身份
这些海外领土都没有其自己的国民身份，所有海外领土公民都被认为是英国海外领土公民（BOTC）。他们的确可以通过移民获得法律上的独立地位，同时持有英国海外领土公民身份并不会自动赋予一个人居住在任何一个海外领土的权力——需依各海外领土的移民法而定。海外领土可以给予一个与其有紧密关系的人以本土人身份（Belonger status）以方便其成为英国海外领土公民进而能居住在当地。非英国海外领土公民的海外领土人士可以通过获得本土人身份进而居住在某一个海外领土，如果其愿意还可以选择归化为英国海外领土公民。
在历史上，大多数前大英帝国居民持有英籍人士身份，并在获得独立后丧失。1949年之后在联合王国和其皇家殖民地的英籍人士成为联合王国及殖民地的公民。然而随着1962年至1983年期间英国移民及国籍法的改变，一个新的单独的英国属土公民从1983年1月1日开始生效。大多数海外领土公民被剥夺了完全的英国公民身份。期间仅在福克兰群岛有所例外，此地在1982年因福克兰群岛战争中曾被阿根廷占领过。同时不久之后的直布罗陀人民也由于其与西班牙的关系有摩擦而重新获得了完全英国公民身份。

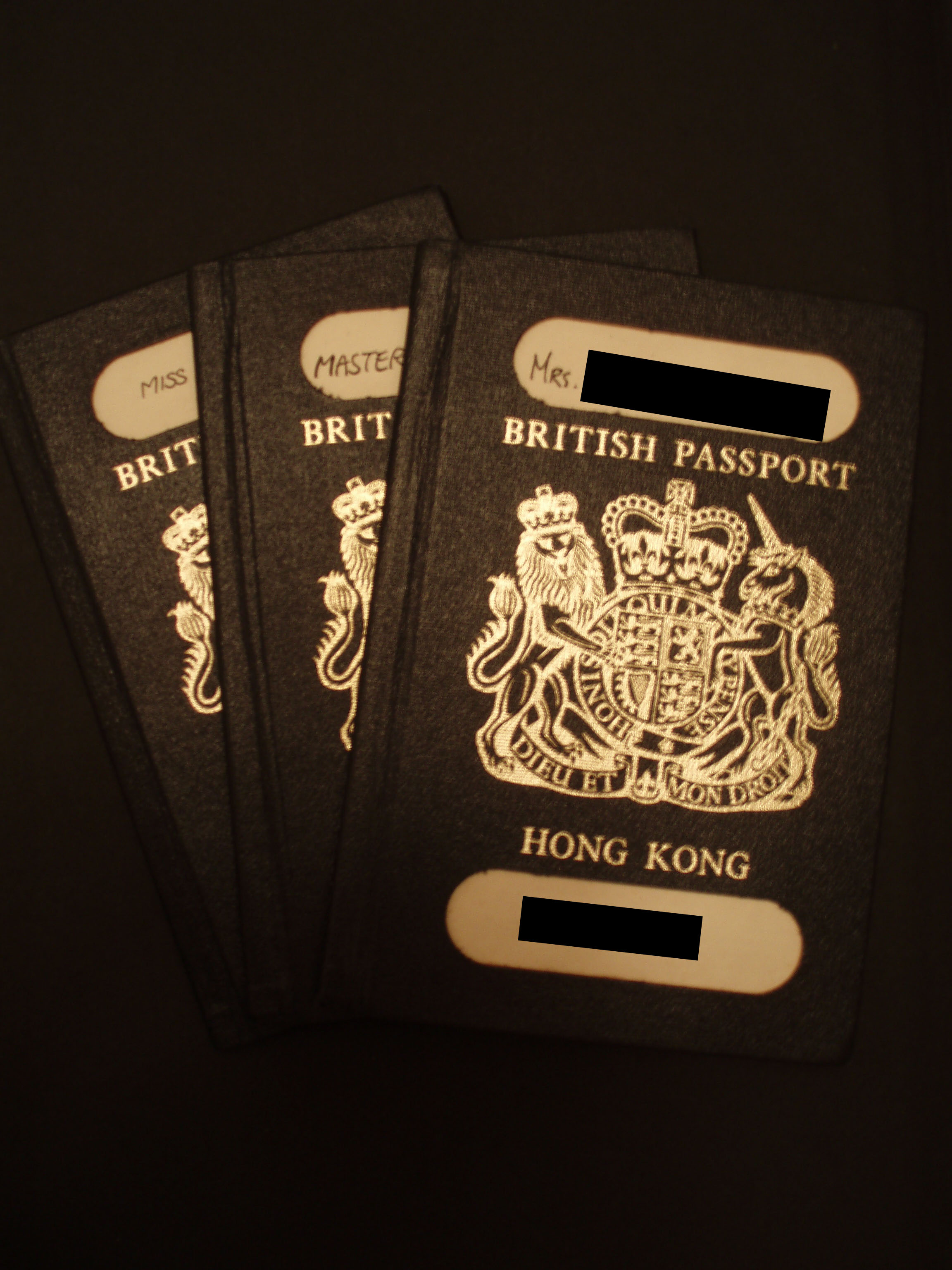
香港主權移交前所使用的英國屬土公民護照。

还有一个例外是香港。1962年後，英国政府便不再賦予香港居民居英權，故此規定並無改變香港居民權利，香港居民依旧可以申请英国属土公民身份。1984年12月19日《中英联合声明》发表后，香港政府于1985年10月17日宣佈，在1997年7月1日起，即是在香港主權移交到中華人民共和國後，所有由殖民地政府簽發的英國屬土公民護照即告失效。
- 為讓香港人選擇與英國保留某種關係，香港殖民地政府為合資格的香港居民簽發沒有居英權的英國國民（海外）護照，英國屬土公民護照持有人必須在回歸前，申請轉為英國國民（海外）護照（BNO），才能成為英國海外公民。[40][41]當時部分香港市民奮力爭取居英權，[42]最後英方決定在1990年設立居英權計劃，給予政府官員及部分職位與專業人士，可與家屬取得居英權。
- 任何沒有中華人民共和國國籍（或其他國家國籍），又沒有申領英國國民(海外)護照之人士，均在1997年7月1日自動成為英國海外公民。[40]
- 根據中方規定，凡在中國大陸或香港出生的華裔人士，不論是否同時擁有其他公民或國籍身份，自動成為中華人民共和國公民。

随着2002年英国海外领土法案取代了英国属土公民身份，英国重新将完全英国公民身份赋予所有英国海外领土公民（英属基地区除外）。这一措施同时重新给予英国海外领土公民在英国居住的权利。不过為免衍生漏洞，該法令指明新例並不適用於香港。而隨後的《2002年國籍、入境與庇護法令》更表明，任何與香港有關係之人士均不可登記成為英國海外領土公民。
然而英国公民并没有自动获得在任何一个海外领土居住的权力。一些海外领土禁止移民，且任何游客都需得到当地政府的允许后方能在海外领土居住。由于阿森松岛主要是作为军事基地之用，因此除官方事务外禁止任何游客前往。

## 军事
海外领土的防卫是由英国负责。许多英国海外领土作為英軍及友軍基地之用。
- 阿森松岛（聖海倫娜的属地）：该基地被称为阿森松島皇家空軍基地，供英国皇家空军和美国空军共同使用。
- 百慕大：自从美国于1776年7月4日从英国独立，其就成为英国皇家海军在西半球最重要的基地。海军力量包括一名海军中将、一个皇家海军船坞以及一支海军舰队。百慕大建有一支相当数量的驻军保护其自身，而且在英国政府看来，百慕大更像是一个军事基地而不仅是一个殖民地，其曾有「西半球的直布罗陀」之称[43]。加拿大和美国在二战期间也曾经在百慕大建立基地，并维持至冷战之后，直到1995年9月1日才关闭，之后百慕大的军事力量仅剩一支本地的百慕大军队。
- 福克兰群岛：福克兰群岛的英军包括英国陆军、英国皇家空军和英国皇家海军。
- 直布罗陀：直布罗陀英军包括一个英国皇家海军的Gibdock船厂（同时也供北大西洋公约组织使用），以及英国皇家空军直布罗陀基地 - 供英国皇家空军、北大西洋公约组织以及皇家直布罗陀军团（一个当地驻军）使用。
- 塞浦路斯英属基地区：作为英军位于地中海东部的战略军事基地使用。

## 旗帜和徽章

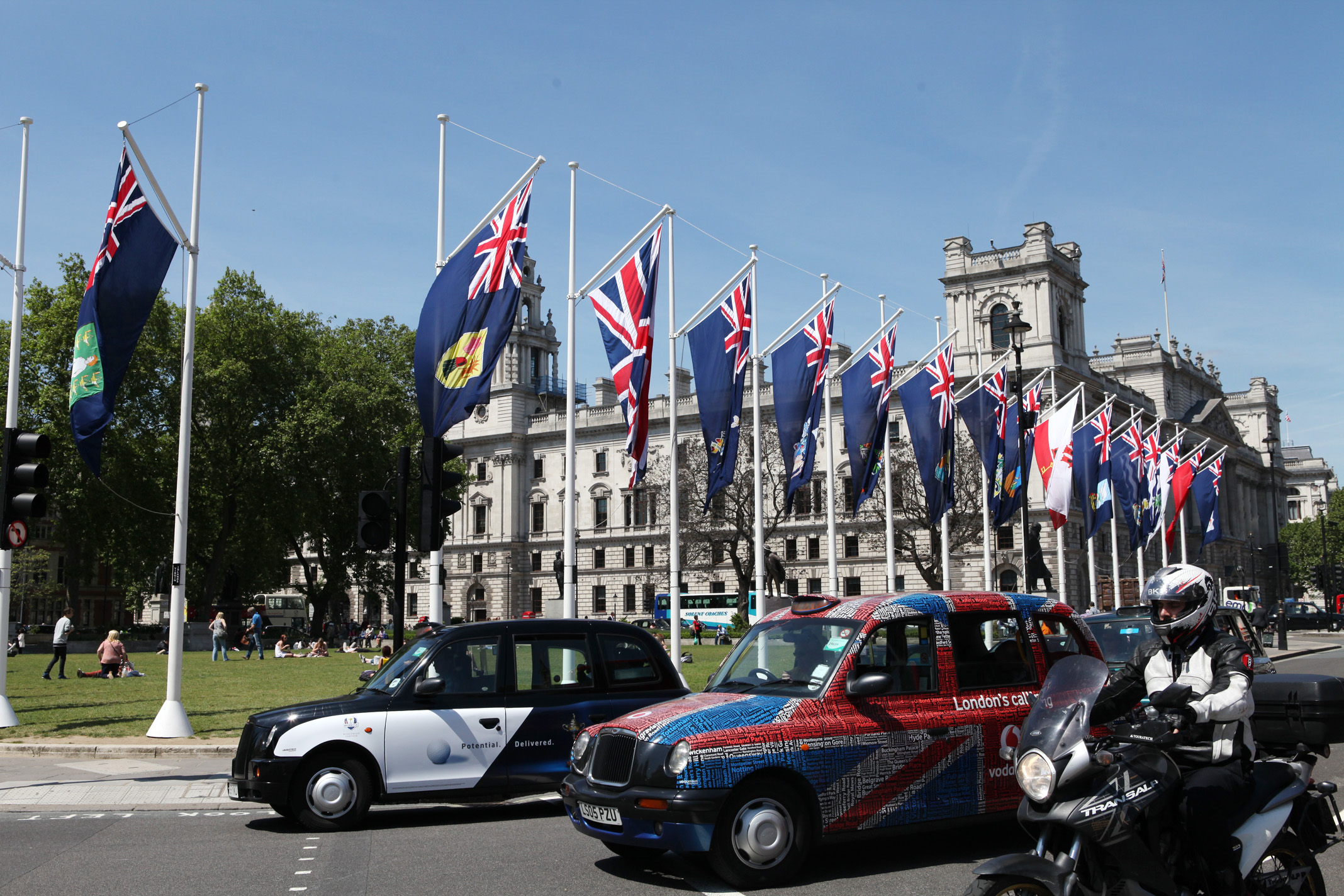
悬挂于伦敦议会广场的英国国旗与各海外领土旗帜，2013年6月5日

每一个海外领土都由英国皇室授予其独特的旗帜和徽章。传统上这些旗帜都采用英国蓝船旗（Blue Ensign）的式样，其左上角为英国国旗，同时海外领土的徽章位于旗帜的右侧或右下方。其中的例外是百慕大使用英国红船旗（Red Ensign）；英属南极领地使用英国白船旗（White Ensign）；英属印度洋领地使用英国蓝船旗加上代表海洋的波浪线；而直布罗陀使用其徽章的图案加上横幅即为直布罗陀旗帜。直布罗陀的徽章是十分独特的，因为其产生于1502年是在英国1830年正式殖民统治当地之前就已被使用。
塞浦路斯的英属基地区是唯一一个没有正式官方旗帜的英国海外领土，他们使用英国国旗来作为官方旗帜。

## 相关图片集

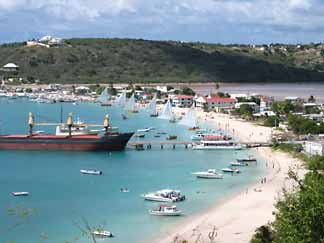
安圭拉的Sandy Ground。
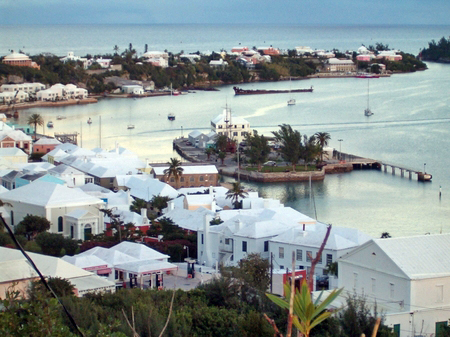
百慕大的圣乔治镇。
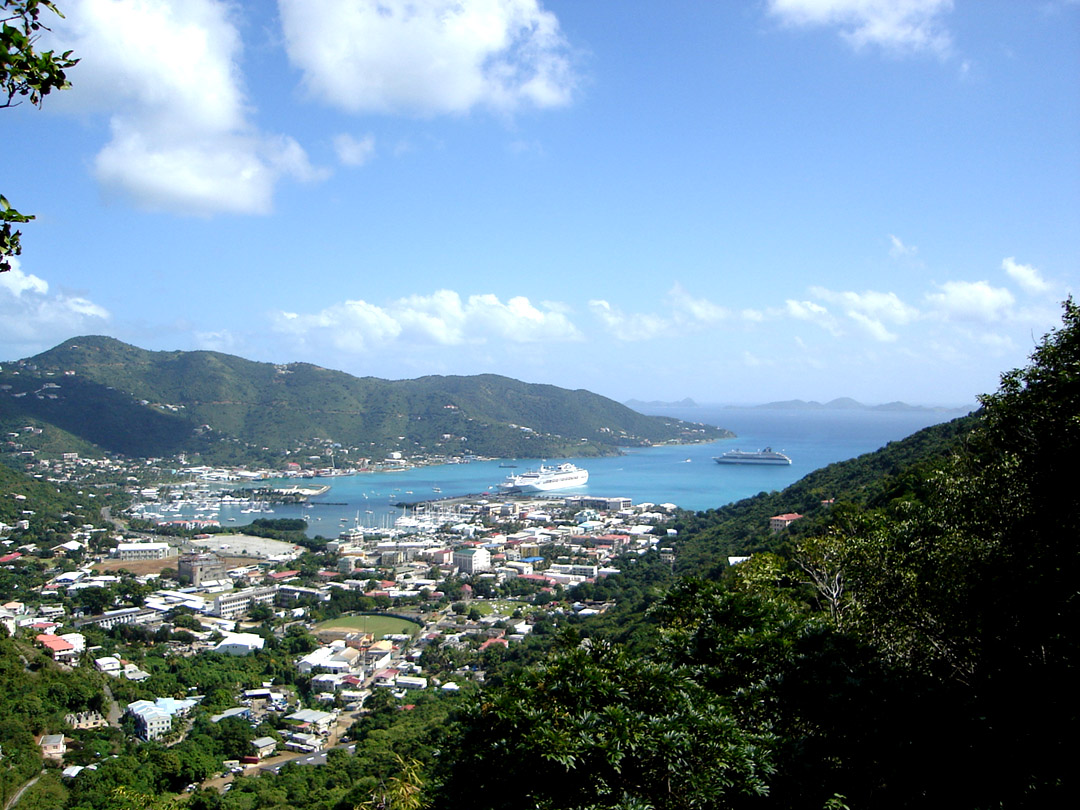
英属维尔京群岛的托土拉岛（Tortola）Road Town。
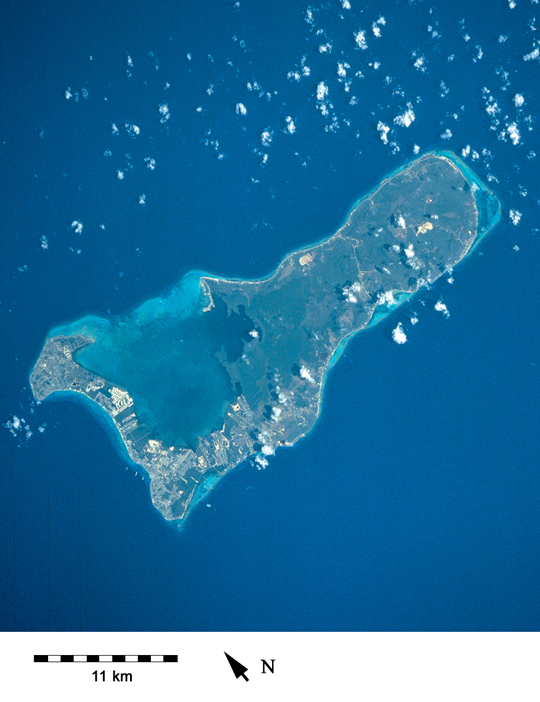
开曼群岛的大开曼。
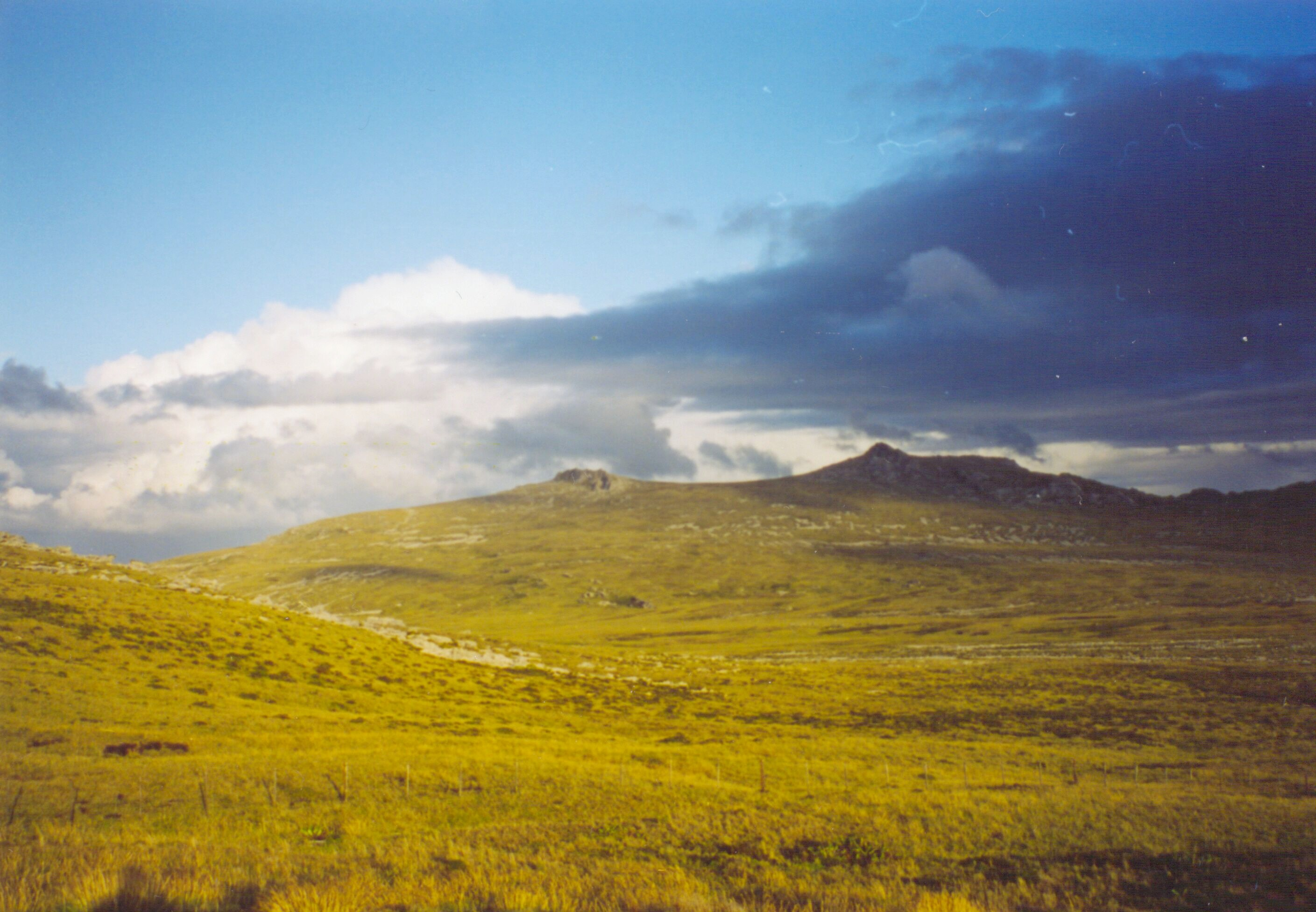
福克兰群岛的Upland。
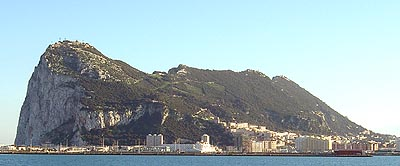
直布罗陀的直布罗陀巨岩。
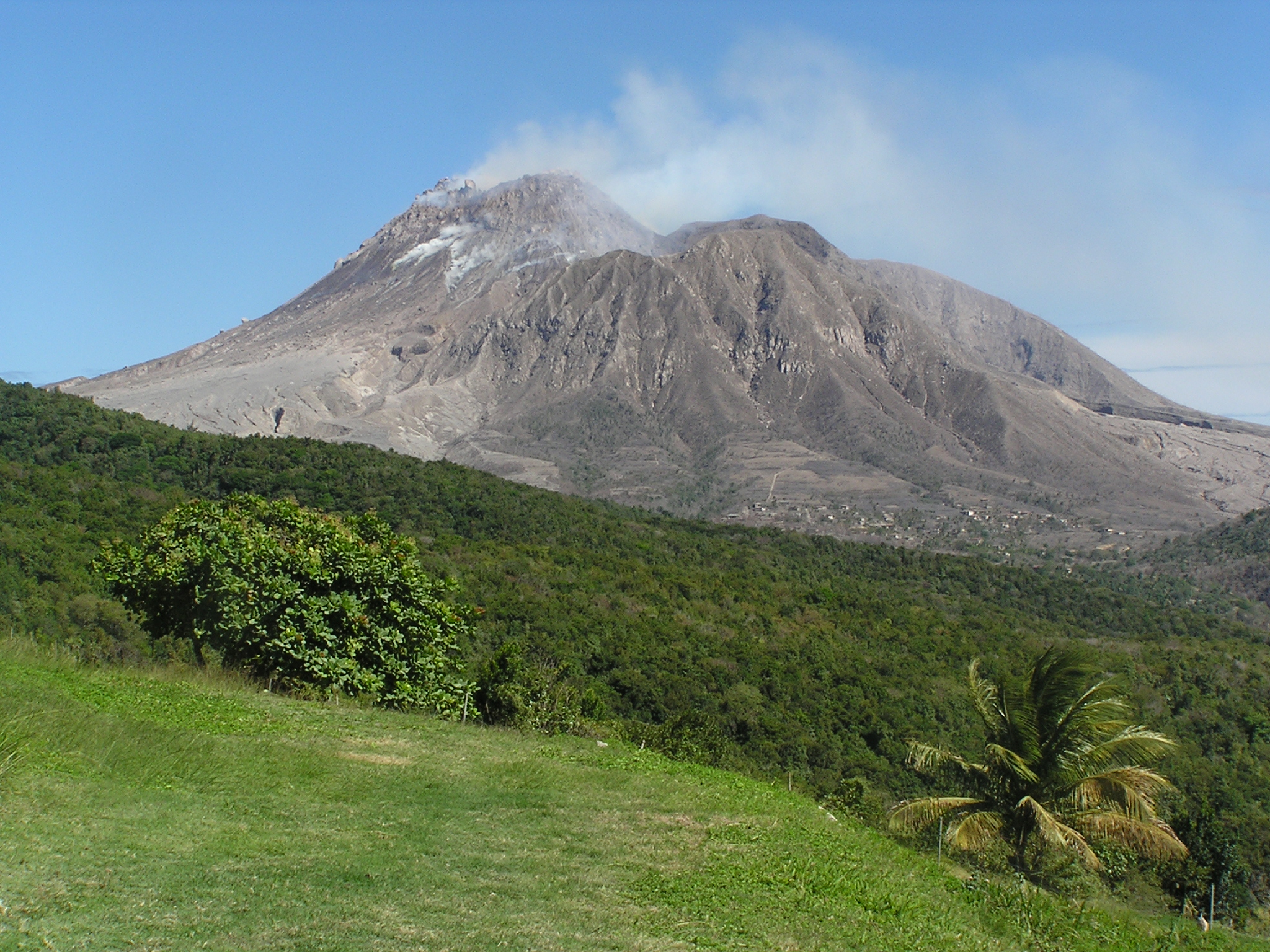
蒙特塞拉特的Soufrière Hills火山。
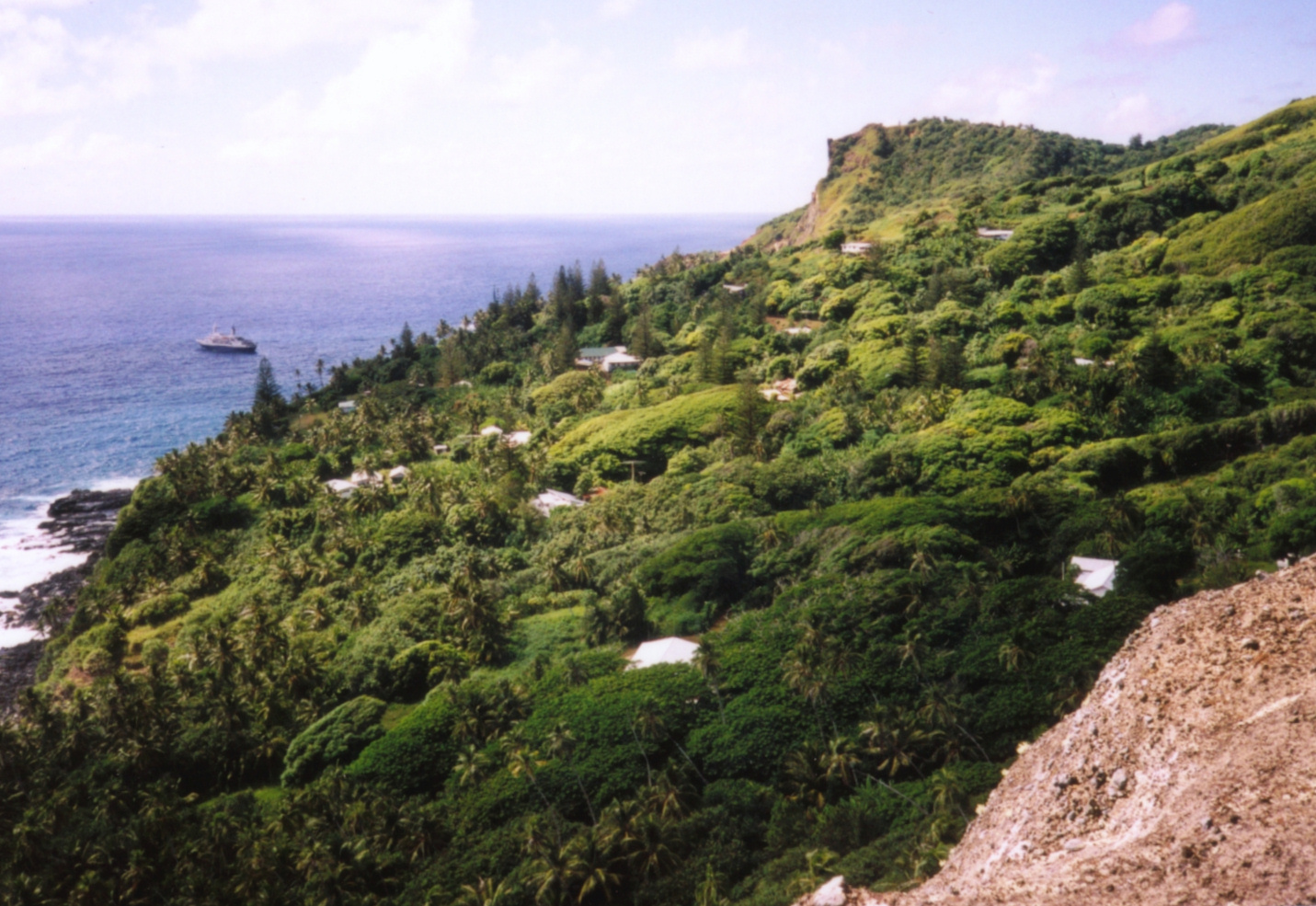
皮特凯恩群岛的亚当斯敦。
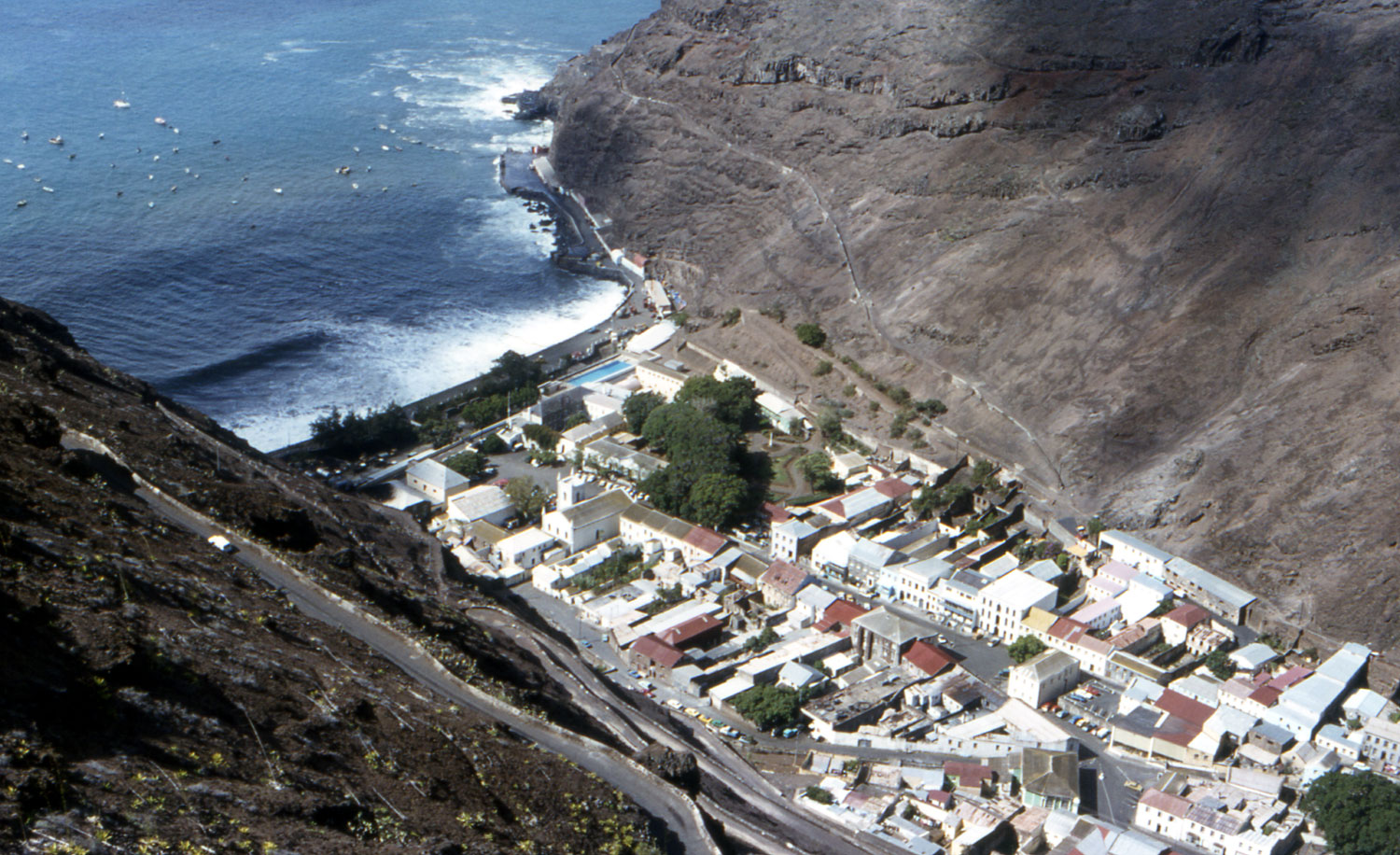
聖海倫娜的詹姆斯敦。
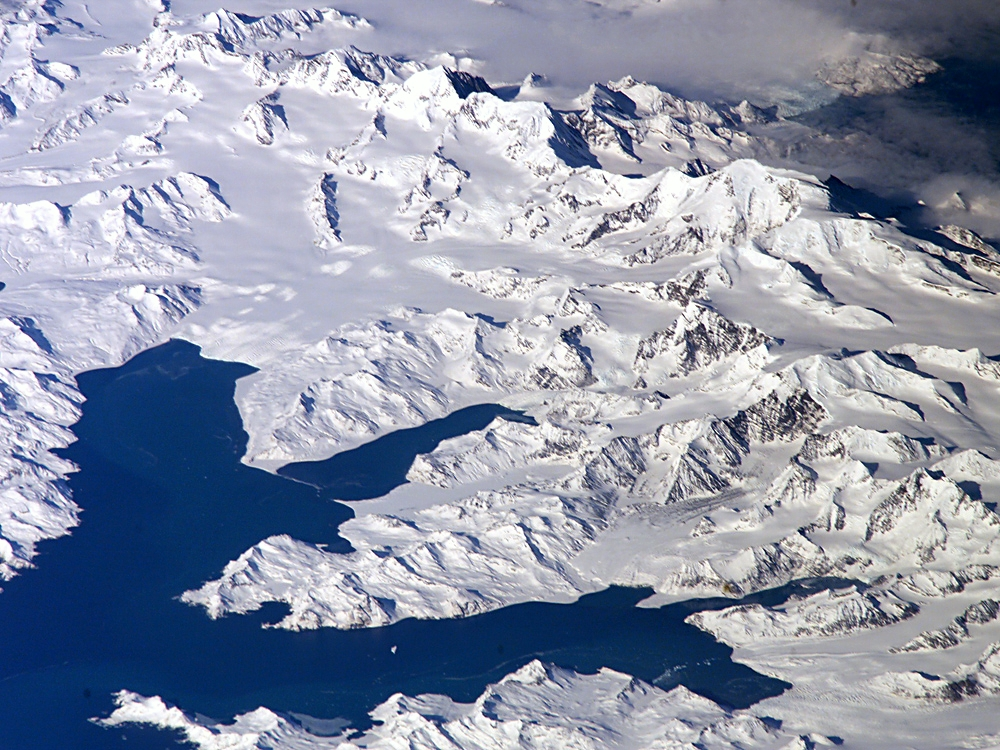
南乔治亚岛和南桑威奇群岛的坎伯蘭海灣。
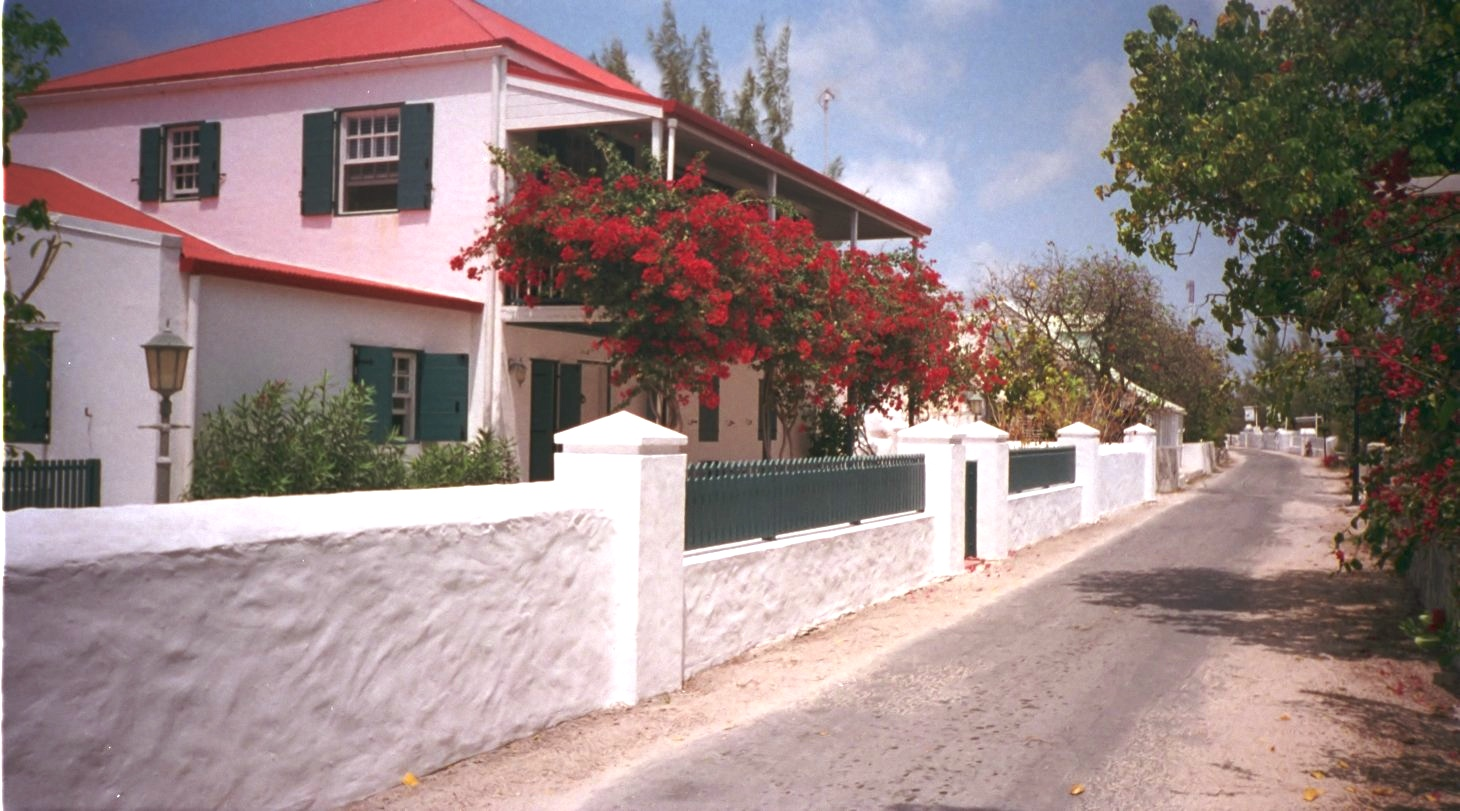
特克斯与凯科斯群岛的科伯恩城。

## 参阅
- Harry Ritchie, The Last Pink Bits: Travels Through the Remnants of the British Empire (London: Hodder & Stoughton, 1997)
- Simon Winchester, Outposts: Journeys to the Surviving Relics of the British Empire (London & New York, 1985)
- George Drower, Britain's Dependent Territories (Dartmouth, 1992)
- George Drower, Overseas Territories Handbook (London: TSO, 1998)
- Ben Fogle, The Teatime Islands: Adventures in Britain's Faraway Outposts (London: Michael Joseph, 2003)
- Joseph Boromé, 'How Crown Colony Government Came to Dominica by 1898', in Aspects of Dominican History (Roseau, Dominica, 1972), 120-50
- Bonham C. Richardson, The Caribbean in the Wider World, 1492-1992[44]